# Glaucophyceae
Classe
Synonymes
- Glaucocystophyceae J.H.Schaffn., 1922 (préféré par BioLib[2] et NCBI[3])

Les Glaucophyceae sont une classe d'algues de l'embranchement des Glaucophyta. 

## Synonyme
Glaucocystophyceae J.H.Schaffn., 1922 (publié originellement sous le nom de « classe des Glaucocysteae », automatiquement corrigé avec le suffixe des classes botaniques selon les critères du Code international de nomenclature pour les algues, les champignons et les plantes). 

## Liste des ordres
Selon AlgaeBase (5 août 2017) et BioLib (5 août 2017) :
- ordre des Cyanophorales Kies & Kramer, 1986
- ordre des Glaucocystales Bessey, 1907
- ordre des Gloeochaetales Kies & Kremer, 1986

Selon ITIS (5 août 2017) et World Register of Marine Species (5 août 2017) :
- ordre des Glaucocystales